# Kocsuba Elemér
Kocsuba Elemér (Mohács, 1904. augusztus 7. – Budapest, 1983. június 24.) magyar műkorcsolyázó, ifjúsági teniszbajnok, gyógyszerész, zongora- és orgonaművész, karvezető, filmproducer, gyártásvezető.

## Életpályája
1904-ben, Mohácson született nemesi családban, Kocsuba Emil gyógyszerész és Gludovácz Olga Matild első gyermekeként. A veszprémi Piarista Gimnáziumban végzett. Édesapja nyomdokaiba lépve megszerezte Budapesten a gyógyszerészi diplomát, 1929-ben pedig a Zeneakadémián az egyházi karmesteri oklevelet, valamint elvégezte az Országos Filmegyesület filmiskoláját. Ettől kezdve több magyar film elkészítésénél részben mint rendező-asszisztens, részben, mint gyártásvezető, vagy producer működött. A Székely Sándor Kilm Kft. ügyvezető igazgatója volt. Tehetségét hamar kibontakoztatta sportolóként (teniszversenyző, úszóbajnok, műkorcsolyabajnok, autóversenyző), művészként (karvezető, zeneszerző, orgonista, zongorista) is. Vezetője és részben tulajdonosa volt két budapesti gyógyszertárnak is: az egyik a jelenlegi Fortuna Gyógyszertár (Cím: 1073 Budapest, Dob u. 80.), a másik a Budakeszi út és Szilágyi Erzsébet fasor kereszteződésénél lévő patika, ma Szépilona Gyógyszertár. Részt vett a második világháborúban karpaszományos őrmesterként, ahonnan 1943-ban hazaküldött közel 200 darab tábori postai levelezőlapja is fennmaradt. A két világháború között egy autóversenyén kisodródott, fának ütközött és megsérült. Koponyatörést szenvedett, aminek következtében platinát ültettek a megsérült csont helyére. A beépített platina értéke miatt 1945 után külföldre nem mehetett.

## Munkássága

### Sportolóként
Zongora- és orgonaművész. Kodály Zoltán tanítványa volt.
Előbb ifjúsági teniszbajnok, majd műkorcsolya-versenyzőként 1929-ben a férfi műkorcsolya bajnokság ötödik helyezettje volt. Az 1928-as téli nemzetközi egyetemi játékokon negyedik helyezést ért el (1928. január 22–29. Cortina D' Ampezzo, Olaszország).

### Filmesként
Művésznevén Kassay Elemér, a 120-as tempó című 1937-es film egyik producere.

### Filmjei
- 120-as tempó (1937) producer (werkfilm: https://www.youtube.com/watch?v=yq-3rmOlgUs&feature=youtu.be)
- Azúr Expressz (1938) rendezőasszisztens[7]
- Leányvári Boszorkány (1938) rendezőasszisztens[8]
- Tökéletes férfi (1939) rendezőasszisztens[9]
- Süt a nap (1939) production associate[10]
- A miniszter barátja (1939) production manager[11]
- Bors István (1939) rendezőasszisztens[12]
- Tokaji Aszú (1941) rendezőasszisztens[13]
- Pénz áll a házhoz (1939) rendezőasszisztens helyettes[14]